# Brigadoon (Musical)

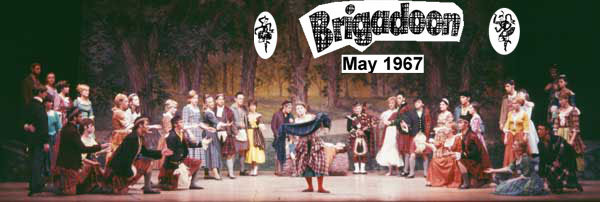
Werbung für eine spätere Aufführung

Brigadoon ist ein Musical von Alan Jay Lerner (Buch und Liedtexte) und Frederick Loewe (Musik). Das von Cheryl Crawford produzierte Musical hatte am 13. März 1947 seine Broadway-Uraufführung am Ziegfeld Theatre. Die Regie führte Robert Lewis, choreografiert wurde die Show von Agnes de Mille. Es war mit 581 Aufführungen der erste große Erfolg für Lerner und Loewe.
Die Erstaufführung im Londoner West End fand am 14. April 1949 im Her Majesty’s Theatre statt. Die deutschsprachige Erstaufführung fand am 10. April 1980 im Badischen Staatstheater Karlsruhe statt. Die Übersetzung stammt von Robert Gilbert.

## Hintergrund
Die Handlung geht zurück auf die Erzählung Germelshausen von Friedrich Gerstäcker über ein verwunschenes Dorf gleichen Namens. 1947 wäre jedoch ein in Deutschland spielendes Stück noch stark von Kriegserinnerungen belastet gewesen. So verlegten Lerner und Loewe den Ort der Geschichte in das folklorereiche Schottland. Der Name erinnert an die Brig o’ Doon.

## Inhalt
Tommy und Jeff aus New York geraten auf einer Urlaubswanderung tief im schottischen Hochland in das idyllische, lebensfrohe Dorf Brigadoon, das auf der Karte seltsamerweise nicht verzeichnet ist. Dort wird gerade eine – liebevoll ausgemalte – Hochzeit nach alter Tradition gefeiert, und die beiden werden eingeladen. Tommy und die Dorfschöne Fiona verlieben sich ineinander. 
Mit Brigadoon hat es aber eine ganz unglaubliche Bewandtnis, von der Tommy zufällig erfährt: Das Dorf steht unter einem Zauber: Es ist versunken, als Schutz vor dem Weltgetriebe, und kann nur alle hundert Jahre einen einzigen Tag lang in der realen Welt erscheinen; verlässt einer der Dorfbewohner das Dorf, so versinkt es für immer. Ein Fremder jedoch kann (und muss dann auch) bleiben, wenn er eine Person aus dem Dorf liebt: Liebe mache alles möglich.
Es wird Abend. Tommy entschließt sich, um Fionas willen zu bleiben, aber Jeff redet ihm das wieder aus. Er argumentiert, das alles sei doch nur eine Illusion, und ihre Welt sei ganz woanders und er passe gar nicht nach Brigadoon. Schließlich gesteht Jeff seinem Freund, unwillentlich den Tod eines Dorfbewohners verursacht zu haben. Tommy, aufgewühlt, reißt sich schweren Herzens von Fiona und Brigadoon los und kehrt mit Jeff in die reale Welt zurück.
Monate später in New York treffen sich Jeff und Tommy wieder. Beide sind aus der Bahn geworfen: Jeff trinkt, und Tommy kann an nichts Anderes mehr denken als an Fiona, die er immer noch so sehr liebt, dass er durch ihren Verlust völlig alltagsuntauglich geworden ist.
Tommy überredet Jeff, mit ihm nach Schottland zurückzufahren, auch wenn das scheinbar sinnlos sei. Sie finden auch die besagte Stelle wieder, aber von Brigadoon ist nichts mehr zu sehen. Tommy beklagt tieftraurig sein Schicksal: warum man die Dinge erst verlieren müsse, um zu wissen, was man an ihnen hatte.
Doch gerade als sie gehen wollen, taucht Brigadoon wieder auf: Die Liebe von Tommy und Fiona macht dieses Wunder möglich. Ungläubig sieht Jeff, wie Tommy, ihm zum Abschied zuwinkend, auf das Dorf zugeht, um mit ihm im Nebel zu verschwinden.

## Musikalische Beiträge (Inszenierung 1947)
1. Once in the Highlands
2. Brigadoon
3. Down on MacConnachy Square
4. Waitin’ For My Dearie
5. I’ll Go Home With Bonnie Jean
6. The Heather on the Hill
7. The Love of My Life
8. Jeannie’s Packing Up
9. Come to Me, Bend to Me
10. Almost Like Being In Love
11. The Wedding Dance
12. The Sword Dance
13. The Chase
14. There But For You Go I
15. My Mother’s Weddin’ Day
16. Funeral Dance
17. From This Day On

## Verfilmung
Das Musical wurde 1954, ebenfalls unter dem Titel Brigadoon, von Vincente Minnelli gedreht und von Metro-Goldwyn-Mayer veröffentlicht. Zu den Schauspielern gehörten Gene Kelly, Van Johnson und Cyd Charisse. Der Film gewann den New York Film Critics Circle Award für das Beste Musical. 